# Секрет Михайло Федорович
Михайло Федорович Секрет (? — †?) — підполковник Армії УНР.
Закінчив Одеське військове училище (1912), вийшов підпоручиком до 75-го піхотного Севастопольського полку (Гайсин), у складі якого брав участь у Першій світовій війні. Був нагороджений Георгіївською зброєю (13 жовтня 1916). Останнє звання у російській армії — капітан.
26 жовтня 1917 р. був призначений командиром 4-го Сердюцького Георгіївського імені Івана Богуна полку у Києві (колишнього — 1-го Київського Георгіївських кавалерів) військ Центральної Ради. З 1 січня 1918 р. — помічник начальника залізничної охорони Лівобережної України.
За Гетьманату П. Скоропадського був підвищений до рангу військового старшини. У 1919 в українській армії не служив. З серпня 1920 р. до 12 вересня 1920 р. — командир 2-ї бригади 1-ї Кулеметної дивізії Армії УНР. Згодом — приділений до штабу 1-ї Кулеметної дивізії Армії УНР. Дезертував у серпні 1921 р.
Повернувся в Україну. У 1920-х рр. жив у Києві, працював агрономом. Подальша доля невідома.